# Station Airbles
Airbles is een station van National Rail in Motherwell in North Lanarkshire in Schotland. Het station is eigendom van Network Rail en wordt beheerd door ScotRail. 
Het station ligt op een mijl van Fir Park, de thuishaven van Motherwell FC.